# レスリー・バンクス

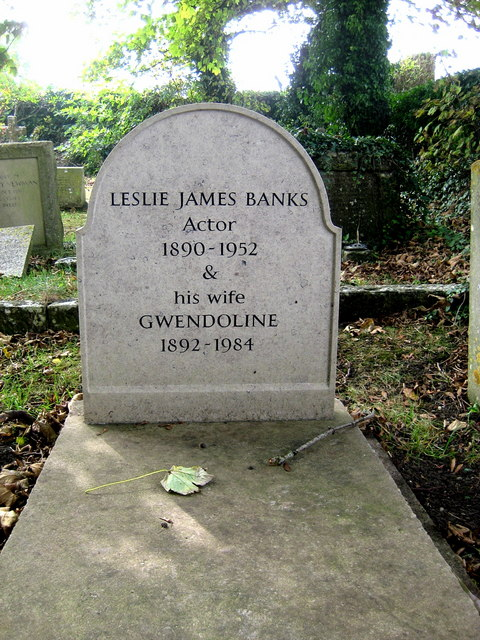
レスリー・バンクスの墓

レスリー・バンクス CBE（英語: Leslie Banks, 1890年6月9日 - 1952年4月21日）は、イギリスの舞台俳優、映画俳優、監督、プロデューサー。1930〜40年代の白黒映画で強烈な悪役を演じたことで知られる。

## 生涯
リバプールのウェストダービーに、ジョージ・バンクスとエミリー・バンクス（旧姓ダルビー）の子として生まれる。スコットランドのグレナルモンド・カレッジを経て、キーブル・カレッジに入学。教区牧師になることを目指しての入学だったが、ならなかった。
俳優フランク・ベンソンの一座に加わり、1911年10月、スコットランドのブレチンの公会堂で俳優デビュー。『ヴェニスの商人』のランスロット・ゴボー役だった。1912年と1913年にヘンリー・V・エズモンド、エヴァ・ムーアとともにアメリカ公演。ロンドンに戻り、1914年5月5日、ヴォードヴィル劇場で初めてウエスト・エンドの舞台に立つ（『The Dangerous Age』のマーデン卿役）
第一次世界大戦ではエセックス連隊に配属。この時受けた負傷により、顔に傷跡と麻痺が残る。バンクスはこの傷を、コメディや恋愛ものに出演する時は傷のない側を、シリアス劇や悲劇に出る時は傷のある側を見せることで演技に活かした。終戦後はバーミンガム・レパートリー・シアターに加入。1921年、ロンドンに戻ると、その力強く抑制の効いた演技が認められ、主演男優、ウエスト・エンドのスターとしての地位を築く。
ロンドンだけでなくニューヨークでも活躍、大西洋を挟んで名を馳せる。ニューヨーク公演の時、ケネス・マッゴーワンに乞われてハリウッド映画に出演する。『猟奇島』（1932年）の人間狩りを興じるロシア人貴族ザロフ伯爵役で、バンクスの人を恐れさせ威圧する個性はこの役にぴったりだった。この映画出演以降、バンクスは映画と舞台、米英を股にかけて活動することになる。
映画俳優としては、アルフレッド・ヒッチコック監督の『暗殺者の家』（1934年）『巌窟の野獣』（1939年）や、『無敵艦隊』（1937年）、サッカー・ミステリー映画『The Arsenal Stadium Mystery』、（1939年）ローレンス・オリヴィエ主演『ヘンリィ五世』（1944年）、デヴィッド・リーン監督『マデリーン 愛の旅路』（1950年）、など。

舞台俳優としては、アメリカデビューとなった『Eliza Comes to Stay』（1914年）、ニューヨーク・デビューとなった『ピーター・パン』（1924年、フック船長役）、『Clive of India』（1934年、ロバート・クライヴ役）、『じゃじゃ馬ならし』（1937年、ペトルーチオ役）、『チップス先生さようなら』（1938年、校長役）、クルト・ヴァイル作のミュージカル『星空に消えて』（1950年、ジェームズ・ジャーヴィス役）など。
私生活では1915年に、グウェンドリン・ホールデン・アンウィンと結婚。ダフネ、ヴァージニア、エヴァンジェリンの3人の娘がいる。
1950年、長年の演劇界への貢献が認められ大英帝国勲章が授与された。この年の映画と舞台出演が最後で、1952年、歩行中に脳卒中を起こし死去。61歳だった。

## フィルモグラフィ
- Experience (1921、アメリカ) - 未確認の役
- 猟奇島 The Most Dangerous Game (1932、アメリカ)
- Strange Evidence (1933、イギリス) - 主演
- 生けるマリオネット I Am Suzanne (1933、アメリカ)
- The Fire Raisers (1934、イギリス) - 主演
- Red Ensign (1934、イギリス) - 主演
- 暗殺者の家 The Man Who Knew Too Much (1934、イギリス) - 主演
- コンゴウ部隊 Sanders of the River (1935、イギリス) - 主演
- The Night of the Party (1935、イギリス) - 主演
- The Tunnel (1935、イギリス)
- Debt of Honour (1936、イギリス) - 主演
- Three Maxims (1936、イギリス)
- 暁の翼 Wings of the Morning (1937、イギリス)
- 無敵艦隊 Fire Over England (1937、イギリス)
- 再び戦場へ Farewell Again (1937、イギリス) - 主演
- 巌窟の野獣 Jamaica Inn (1939、イギリス)
- The Arsenal Stadium Mystery (1939、イギリス) - 主演
- Sons of the Sea (1939、イギリス) - 主演
- 21 Days (1940、イギリス)
- Dead Man's Shoes (1940、イギリス) - 主演
- バス運転手の新婚旅行 Busman's Honeymoon (1940、イギリス)
- The Door with Seven Locks (1940、イギリス) - 主演
- Neutral Port (1940、イギリス)
- Cottage to Let (1941、イギリス) - 主演
- 艦隊航空隊 Ships with Wings (1941、イギリス)
- The Big Blockade (1942、イギリス) - 主演
- Went the Day Well? (1942、イギリス) - 主演
- ヘンリィ五世 Henry V (1944、イギリス) - 語り部役
- Mrs. Fitzherbert (1947、イギリス)
- The Small Back Room (1949、イギリス)
- Your Witness (1950、イギリス)
- マデリーン 愛の旅路 Madeleine (1950、イギリス)